# 佐治重家
佐治 重家（さじ しげいえ）は、鎌倉時代の武士。因幡国佐治の出身とされる。北条重時の側近として活躍し、重時の被官の中でも有力な人物であった。
鎌倉時代初期に因幡国佐治郷では地頭を巡って訴訟が起きていたが、押領されたと訴え出ていた佐治重貞という人物が和田合戦で戦功を挙げたことが考慮されて改めて恩賞として同郷の地頭に任ぜられたとする記録がある。その通し名から重貞は重家の父と推測され、和田合戦への参加から北条氏とのつながりが生まれたと推測されている。
重時の側近としての活動は1233年から見られる。重時の守護国である和泉国の守護代を務め、重時の子長時、時茂が六波羅探題に在任していた時期には奉行人として彼らの業務を支えた。建長3年（1251年）には閑院内裏の作所奉行人を担当。朝廷との交渉でも手腕を振るった。康元元年（1256年）に興福寺と石清水八幡宮が紛争を起こした時には後嵯峨上皇が内密に重家を召し出して伝奏の姉小路顕朝と対応を協議させている。重時の死去に伴い出家したようで、1262年以降の史料には法体として登場している。文永年間以降、記録が見られなくなる。
なお、近年では『十訓抄』の筆者と言われている「六波羅二臈左衛門入道」を重家に充てる説がある。